# Miguel Carvalho (atleta)
Miguel Ângelo Henriques Carvalho (nascido em 2 de setembro de 1994) é um atleta de marcha português. Ele ficou em 36º lugar na marcha de 50 quilómetros nos Jogos Olímpicos de 2016.